# Ustrój polityczny Dżibuti
Ustrój polityczny Dżibuti – zgodnie z konstytucją z 1992 roku, Dżibuti jest republiką, na czele której, jako głowa państwa, stoi prezydent, wybierany w wyborach powszechnych na 6-letnią kadencję. Władza ustawodawcza należy do jednoizbowej Izby Deputowanych, liczącej 65 członków, 32 Afarów  i 33 Issów, wybieranych w wyborach powszechnych na 5-letnią kadencję. Władzę wykonawczą sprawuje rząd. na czele którego stoi premier, powoływany przez prezydenta.